# Келлер, Томас
Томас Келлер (англ. Thomas Keller; род. 14 октября 1955, База морской пехоты Кэмп-Пендлтон, Калифорния) — американский повар, ресторатор, автор книг по кулинарии, предприниматель, популяризатор французской кухни. Владеет знаменитым рестораном французской кухни «Французская прачечная» в городе Яунтвилле, расположенном в долине Напа в штате Калифорния.

## Биография
Родился в семье офицера морской пехоты и поварихи, вскоре после его рождения родители развелись. В подростковом возрасте подрабатывал посудомойщиком в яхт-клубе и с детских лет интересовался кулинарией. Позже работал в летние сезоны поваром в Род-Айленде, где познакомился с французским поваром Роланом Эненом, у которого обучался основам французской кухни. Позже работал поваром во Флориде, Нью-Йорке, Париже. Вернувшись в Америку в 1984 году, стал шеф-поваром в ресторане La Reserve, в 1987 году открыл свой ресторан Rakel в Нью-Йорке, но вскоре был вынужден его закрыть из-за финансового кризиса. Весной 1992 года переоборудовал старую прачечную в Напе, Калифорния, под ресторан, так и названный им — «Французская прачечная», открыв заведение в 1994 году. С 2003 года ресторану присвоены три мишленовские звезды.

## Награды и звания
В 1996 году был удостоен звания лучшего шеф-повара Калифорнии, в 1997 году — лучшего шеф-повара США, а его заведение включено в список 50 лучших ресторанов страны. Награждён французским Орденом Почётного легиона за вклад в популяризацию французской кулинарии.